# Jüdischer Friedhof (Nesselröden)
Der Jüdische Friedhof Nesselröden ist ein Friedhof im Ortsteil Nesselröden der Gemeinde Herleshausen im Werra-Meißner-Kreis in Hessen.
Der 980 Quadratmeter große jüdische Friedhof befindet sich nordöstlich des Dorfes in der Nähe der Bauschuttdeponie („Vor dem Ziegengraben“). Es sind noch sechzig Grabsteine in drei Reihen vorhanden. Der älteste lesbare Grabstein stammt aus dem Jahr 1866.

## Geschichte
Der bis heute bestehende Friedhof wurde vermutlich im 18. Jahrhundert angelegt.

### Alter Friedhof
In Nesselröden bestand ein erster jüdischer Friedhof etwa zwei Kilometer nordwestlich von Unterhausen, am Südosthang des Eichenberges. Das Alter ist nicht bekannt. Es sind keine Grabsteine mehr vorhanden. Das direkt am Waldrand gelegene Gelände liegt brach und wird nicht landwirtschaftlich genutzt.